# Håvard Skorstad
Håvard Skorstad (* 12. Februar 1973) ist ein ehemaliger norwegischer Skilangläufer.

## Werdegang
Skorstad, der für den Rustad IL startete, lief international erstmals im November 1994 im Continental-Cup in Beitostølen und errang dabei den 40. Platz über 10 km klassisch. Sein Debüt im Weltcup hatte er im März 1996 in Oslo, das er auf dem 16. Platz mit der Staffel beendete. Sein erstes von insgesamt 22 Weltcupeinzelrennen absolvierte er im März 1998 in Oslo, das er auf dem 51. Platz über 50 km klassisch beendete. In der Saison 2000/01 holte er mit 16. Platz über 15 km klassisch in Beitostølen und den 11. Rang über 50 km klassisch in Oslo seine ersten Weltcuppunkte. Zudem gewann er in Mäntyharju über 30 km klassisch sein einziges Rennen im Continental-Cup. In der folgenden Saison kam er bei fünf Weltcupteilnahmen zweimal unter die ersten Zehn. Dabei erreichte er mit dem fünften Platz beim Birkebeinerrennet seine beste Einzelplatzierung im Weltcup und zum Saisonende mit dem 52. Platz im Gesamtweltcup sein bestes Gesamtergebnis. Zudem siegte er in der Saison beim Tartu Maraton und errang damit den 11. Platz in der Gesamtwertung des Marathoncups. Sein letztes Weltcuprennen war im März 2006 der Wasalauf, den er auf dem 50. Platz beendete.
Bei norwegischen Meisterschaften wurde Skorstad im Jahr 1998 Dritter über 10 km und im Jahr 2002 Zweiter über 30 km.

## Erfolge

### Siege bei Continental-Cup-Rennen
| Nr. | Datum            | Ort        | Disziplin       | Serie           |
| --- | ---------------- | ---------- | --------------- | --------------- |
| 1.  | 18. Februar 2001 | Mäntyharju | 30 km klassisch | Continental-Cup |

### Siege bei Worldloppet-Cup-Rennen
Anmerkung: Vor der Saison 2015/16 hieß der Worldloppet Cup noch Marathon Cup.
| Nr. | Datum            | Ort    | Rennen        | Disziplin                   |
| --- | ---------------- | ------ | ------------- | --------------------------- |
| 1.  | 10. Februar 2002 | Otepää | Tartu Maraton | 27 km klassisch Massenstart |

### Medaillen bei nationalen Meisterschaften
- 1998: Bronze über 10 km
- 2002: Silber über 30 km

## Platzierungen im Weltcup

### Weltcup-Statistik
Die Tabelle zeigt die erreichten Platzierungen im Einzelnen.
- 1.–3. Platz: Anzahl der Podiumsplatzierungen
- Top 10: Anzahl der Platzierungen unter den ersten zehn
- Punkteränge: Anzahl der Platzierungen innerhalb der Punkteränge
- Starts: Anzahl gelaufener Rennen in der jeweiligen Disziplin
- Hinweis: Bei den Distanzrennen erfolgt die Einordnung gemäß FIS.

| Platzierung         | Distanzrennen a | Distanzrennen a | Distanzrennen a | Distanzrennen a | Distanzrennen a | Skiathlon Verfolgung | Sprint | Etappen- rennen b | Gesamt | Team c | Team c  |
| Platzierung         | ≤ 5 km          | ≤ 10 km         | ≤ 15 km         | ≤ 30 km         | > 30 km         | Skiathlon Verfolgung | Sprint | Etappen- rennen b | Gesamt | Sprint | Staffel |
| ------------------- | --------------- | --------------- | --------------- | --------------- | --------------- | -------------------- | ------ | ----------------- | ------ | ------ | ------- |
| 1. Platz            |                 |                 |                 |                 |                 |                      |        |                   |        |        |         |
| 2. Platz            |                 |                 |                 |                 |                 |                      |        |                   |        |        |         |
| 3. Platz            |                 |                 |                 |                 |                 |                      |        |                   |        |        |         |
| Top 10              |                 |                 |                 | 1               | 1               |                      |        |                   | 2      |        | 3       |
| Punkteränge         |                 |                 | 2               | 1               | 2               |                      |        |                   | 5      |        | 4       |
| Starts              |                 | 3               | 8               | 3               | 7               | 1                    |        |                   | 22     |        | 4       |
| Stand: Karriereende |                 |                 |                 |                 |                 |                      |        |                   |        |        |         |

### Weltcup-Gesamtplatzierungen
| Saison  | Platz | Punkte |
| ------- | ----- | ------ |
| 2000/01 | 74.   | 39     |
| 2001/02 | 52.   | 92     |